# Cryptosporella compta
Cryptosporella compta är en svampart som först beskrevs av Tul. & C. Tul., och fick sitt nu gällande namn av Pier Andrea Saccardo 1877. Cryptosporella compta ingår i släktet Cryptosporella och familjen Gnomoniaceae.   Inga underarter finns listade i Catalogue of Life.